# Yonatthan Rak
Yonatthan Rak, vollständiger Name Yonatthan Nicolás Rak Barragán, (* 18. August 1993 in Montevideo) ist ein uruguayischer Fußballspieler.

## Karriere
Der 1,88 Meter große Defensivakteur Rak, der auch in der Namensschreibweise Jonathan Rak geführt wird, gehörte zu Beginn seiner Karriere in der Saison 2013/14 dem seinerzeitigen Erstligisten Miramar Misiones an, der am Saisonende abstieg. In jener Spielzeit bestritt er eine Partie in der Primera División. Mitte 2014 wechselte er gemeinsam im „Paket“ mit den ebenfalls vom uruguayischen Spielerberatungsunternehmen Global Business Group vertretenen Uruguayern Roberto Hernández und Martín Boselli nach Spanien zum in der Segunda División B antretenden und zu jener Zeit von seinem Landsmann Julio César Ribas trainierten FC Cartagena und absolvierte dort die Saisonvorbereitung inklusive Freundschaftsspieleinsätzen. Allerdings kehrte er Ende August 2014 zunächst nach Uruguay zurück. Dort wurde er bereits in der Apertura 2014 spätestens ab Mitte September 2014 wieder im Kader von Miramar Misiones geführt und ab dem 20. September 2014 in der Segunda División eingesetzt. Die Rückkehr beruhte dabei offenbar auf Problemen mit den Aufenthaltserlaubnissen und Arbeitsverträgen der uruguayischen Spieler. Zum 1. Januar 2015 war sodann beabsichtigt, die Einschreibung bei der Real Federación Española de Fútbol letztlich vorzunehmen. Im Januar 2015 wird er auch von der uruguayischen Presse als Abgang mit Ziel Cartagena nach der Apertura 2014 vermeldet. Dennoch bestritt er ab dem 5. Mai 2015 auch in der Clausura weitere Ligaspiele für Miramar Misiones, für die er somit in der Spielzeit 2014/15 in zwölf Saisonspielen (ein Tor) auflief. Im Juli 2015 wurde er an den SC Internacional verliehen, kam dort aber nicht zum Einsatz. Seit Jahresbeginn 2017 steht er wieder im Kader von Miramar Misiones. Bislang (Stand: 17. Juli 2017) lief er in elf Zweitligaspiele auf und schoss ein Tor. Anfang 2018 wechselte er zu Montevideo City Torque. Dort blieb er über drei Jahre, bevor er sich im Juli 2021 dem mexikanischen Club Tijuana anschloss. Nachdem er die Saison 2022/23 als Leihe in seiner Heimat auf Leihbasis bei Peñarol Montevideo verbracht hatte, wechselte der Spieler zur Saison 2024 nach Argentinien zur CA Central Córdoba. Anfang des Jahres 2025 ging er dann zu Barracas Central.

## Erfolge
Central Córdoba
- Copa Argentina: 2024